# Памятник Зивер-беку Ахмедбекову
Памятник Зивер-беку Ахмедбекову (азерб. Zivər bəy Əhmədbəyovun abidəsi) — памятник азербайджанскому архитектору Зивер-беку Ахмедбекову, расположенный в столице Азербайджана, в городе Баку, в Ясамальском районе. Памятник находится перед станцией метро «Низами Гянджеви», в парке, носящем имя Зивер-бека Ахмедбекова, расположенном по улице Джафара Джаббарлы. Скульптором памятника является Народный художник Азербайджана Натиг Алиев.

## История
Место для памятника перед станицей метро «Низами Гянджеви» было выбрано не случайно. Здание, расположенное по левую сторону от станции, было построено по проекту самого Зивер-бека Ахмедбекова.
Парк и памятник были созданы в соответствии с распоряжением президента Азербайджана. Церемония открытия парка и памятника Зивер-беку Ахмедбекову состоялась 26 мая 2011 года. В церемонии принял участие президент Азербайджана Ильхам Алиев, а также Глава исполнительной власти города Баку Гаджибала Абуталыбов.
Территория, где расположен парк и памятник, долгое время находилась в запустении. В ходе работ здесь были убраны столовые и киоски и создан парк, на территории которого были посажены различные деревья и цветочные кусты, заложены полосы озеленения, а также установлена современная система освещения. На входе в парк и за памятником сооружён комплекс фонтанов. Помимо этого, в ходе строительных работ улица Джафара Джаббарлы, расположенная перед парком, была покрыта асфальтом, были выложены новые тротуары из гранита.